# Josef Rose
Josef Rose, nemški rokometaš, * 16. marec 1943, Trautenbach.
Leta 1972 je na poletnih olimpijskih igrah v Münchnu v sestavi vzhodnonemške rokometne reprezentance osvojil četrto mesto.